# Joe King (actor)
Joe King (9 de febrero de 1883 – 11 de abril de 1951) fue un actor cinematográfico de nacionalidad estadounidense.
Nacido en Austin, Texas, su nombre completo era Joseph Sayer King. A lo largo de su carrera artística actuó en más de 200 producciones desde 1912 a 1946, siendo sus papeles en los últimos años de carácter menor y, a menudo, sin aparecer en los créditos. Además, fue director de dos filmes en 1916, además de escribir un guion en 1915. 
Joe King falleció en 1951 en Woodland Hills (Los Ángeles), California. Estuvo casado con la actriz Hazel Buckham.

## Selección de su filmografía
- The Battle of Gettysburg (1913)
- Her Bounty (1914)
- The Pipes o' Pan (1914)
- Big Timber (1917)
- The Rose of Blood (1917)
- Madame Du Barry (1917)
- Everywoman's Husband (1918)
- Shifting Sands (1918)
- The Secret Code (1918)
- Man and Woman (1920)
- Salvation Nell (1921)
- The Face in the Fog (1922)
- The Daring Years (1923)
- Tin Gods (1926)
- Los muertos andan (1936)
- Charlie Chan at the Wax Museum (1940)
- Fly-Away Baby (1937)
- The Big Shot (1942)